# Михаил Вардев
Михаил Костадинов Вардев е български революционер, деец на Вътрешната македоно-одринска революционна организация в Петричко.

## Биография
Вардев е роден в 1881 година в град Петрич, тогава в Османската империя, днес в България в занаятчийско семейство, участвало в националноосвободителните борби. Учи в класното училище в родния си град. Там учители са му дейците на ВМОРО Тома Митов и Александър Унев. Работи като шивач. В 1901 година става член на ВМОРО. В 1906 година е избран за член на ръководството на революционния комитет в Петрич. На 6 февруари 1908 година е делегат на околийската конференция на ВМОРО в Долна Рибница. Загива заедно с войводата Мануш Георгиев в сражение с турски войски на следния ден.
Името „Михаил Вардев“ носи улица в Петрич.